# Stazione di Southbury
La stazione di Southbury è una stazione situata nel borgo londinese di Enfield. È servita ogni ora da due treni suburbani transitanti sul raccordo Cheshunt delle ferrovie della Valle del Lea.